# It's No Secret
«It's No Secret» (en español: «No es secreto») es una balada-pop de la cantante australiana Kylie Minogue de su álbum debut Kylie. La canción fue escrita y producida por Stock, Aitken and Waterman y recibió críticas mixtas. Fue lanzada como quinto sencillo del álbum en invierno de 1988. Llegó a la cuarta posición en Japón y alcanzó el top 40 de Canadá y los Estados Unidos.

## Historia
It's No Secret fue sólo sencillo de Estados Unidos aunque haya entrado en las listas de Japón. Originalmente fue programada para ser lanzada mundialmente, pero fue cancelado siendo lanzado Hand On Your Heart el año siguiente. Una imagen del video de "It's No Secret" fue usada como la portada del sencillo "Hand On Your Heart" en el sencillo en CD y casete, mientras que el track fue usado como lado B de Wouldn't Change a Thing en 1989.
Minogue hizo una breve promoción a "It's No Secret", presentándola en Live At The Hippodrome; un show televisivo de UK, The Arsenio Hall Show y Club MTV.

## Sencillos
Sencillo de Vinilo
1. «It's No Secret» (Extended) — 5:46
2. «Made in Heaven» (Maid in England mix) — 6:20
CD sencillo Japonés
1. «It's No Secret» — 3:55
2. «Look My Way» — 3:35
Casete sencillo EE.UU.
1. «It's No Secret» — 3:55
2. «Made in Heaven» — 3:24
7" sencillo Nueva Zelanda y Australia
1. «It's No Secret» — 3:55
2. «It's No Secret» (Instrumental) — 3:55
12" sencillo Nueva Zelanda y Australia
1. «It's No Secret» (Extended) — 5:46
2. «It's No Secret» (Instrumental) — 3:55

## Posicionamiento
| Listas (1988)  | Posición |
| -------------- | -------- |
| Canadá         | 22       |
| Estados Unidos | 37       |
| Japón          | 4        |
| Nueva Zelanda  | 47       |